# La cruz de mayo
La cruz de mayo és una pel·lícula espanyola de gènere musical estrenada en 1955, dirigida per Florián Rey i protagonitzada en els papers principals per Gracia de Triana i Miguel Ligero.

## Sinopsi
Coral és una noia sevillana que treballa en una fàbrica de ceràmiques per a tirar endavant a la seva família, encara que la seva màxima il·lusió és dedicar-se al cante. Quan és triada per la seva bona veu i qualitats per a anar a una acadèmia de art, acaba aconseguint un bon contracte amb el qual comença la seva carrera artística.

## Repartiment
- Gracia de Triana com a Coral Torres García.
- Miguel Ligero com a	Curro Tormento.
- José Nieto com a Pepe Platino.
- José María Seoane com a Antonio Jiménez.
- Aurora García Alonso com a	Pepa Calandria.
- Salvador Soler Marí com a Don Manuel.
- Santiago Rivero com a Juan Diego.
- José Prada com a Don Ricardo.
- Xan das Bolas com a Félix.
- José Calvo com a Fiscal.
- Aníbal Vela com a President del tribunal.
- José Luis Lespe com a Pedro Santamaría Fernández.
- Emilio Santiago com a Paco Servilleta.